# Казелла, Леопольдо
Леопольдо Казелла (итал. Leopoldo Casella; 6 декабря 1908, Монтевидео — 26 октября 1972, Лугано) — швейцарский дирижёр и пианист.
Учился в Пармской консерватории у Аттилио Бруньоли, затем в Консерватории Хоха у Эрнста Энгессера (фортепиано), Бернхарда Зеклеса (композиция) и Фрица Бассермана (дирижирование), в дальнейшем занимался в Париже у Робера Казадезюса. В 1928—1932 гг. пианист Бернского радио. В 1933 г. стал первым руководителем Оркестра радио Лугано, в 1938 г. уступил руководство Отмару Нуссио, оставшись с оркестром в качестве второго дирижёра на последующие 30 лет. Записал две оперы с одинаковым названием «Капельмейстер» Доменико Чимарозы (итал. Il Maestro di cappella) и Фердинандо Паэра (фр. Le maître de chapelle), со знаменитым басом Фернандо Кореной в главной партии. В составе Трио Лугано был соавтором цикла радиопрограмм «Трио швейцарских композиторов».